# Ardisia omissa
Ardisia omissa är en viveväxtart som beskrevs av C.M. Hu. Ardisia omissa ingår i släktet Ardisia och familjen viveväxter. Inga underarter finns listade i Catalogue of Life.